# Death Mix Live!!!
Death Mix Live!!! (o semplicemente Death Mix) è un singolo di Afrika Bambaataa, pubblicato nel 1983.
Il singolo originale, composto da due lunghe tracce, è stato riedito nel corso degli anni sia in vinile 12" che in formato CD, talvolta accompagnato da tracce aggiuntive con la collaborazione di altri artisti musicali.
Secondo Bambaata, il disco fu pubblicato dalla Winley Records senza la sua autorizzazione. Insoddisfatto dai risultati del singolo, Bambaataa lasciò la casa discografica.

## Tracce
Versione originale (12")
Testi e musiche di Afrika Bambaataa.
1. Death Mix – 8:29
2. Death Mix – 10:30

Versione giapponese (CD)
1. Tanya - Sweet Tee - Winley – Vicious Rap – 7:15
2. Afrika Bambaataa – Death Mix I – 8:33
3. Afrika Bambaataa Zulu Nation Cosmic Force – Zulu Nation Throw Down – 7:09
4. Harlem Underground Band – Zulu Nation Throw Down (strumentale) – 6:01
5. Tanya - Paulette Winley – I Believe in the Wheel of Fortune – 6:44
6. Paulett and Tanya Winley with Harlem Underground Band – Rhymin' and Rappin' – 5:29
7. Afrika Bambaataa – Death Mix II – 10:29

Riedizione del 2007 (CD)
1. Death Mix Live (Part 1) – 8:32
2. Death Mix Live (Part 2) – 10:32
3. Zulu Nation Throwdown Volume 1 – 7:11
4. Zulu Nation Throwdown Volume 1 (strumentale) – 5:59
5. Zulu Nation Throwdown Volume 2 – 6:08
6. Zulu Nation Throwdown Volume 2 (strumentale) – 4:46

## Musicisti
- Afrika Bambaataa
- Cosmic Force - voce in Zulu Nation Throwdown Volume 1
- Soulsonic Force - voce in Zulu Nation Throwdown Volume 2